# هوشنگ لطیف‌پور
هوشنگ لطیف‌پور (۲۱ مهر ۱۳۱۱ – ۲۶ دی ۱۴۰۱) دوبلور و مدیر دوبلاژ اهل ایران بود. او یکی از نخستین مدیران دوبلاژ در ایران بود.

## حرفه

### فعالیت در تأتر
هوشنگ لطیف‌پور در هنرستان هنرپیشگی تحصیل کرد و فعالیت در تئاتر را در دانشکده هنرهای زیبا و انجمن ایران و آمریکا شروع نمود. در گروه تئاتری به همراه علی نصیریان، پرویز بهرام، جعفر والی و فهیمه راستکار فعالیت می‌کرد. در آن زمان مدیر دوبلاژ هم بود و تمامی اعضای گروه تئاتر را به دوبله دعوت کرد، همگی به غیر از علی نصیریان دعوت را پذیرفتند.

### مدیریت دوبلاژ
وی از نخستین مدیر دوبلاژهای تلویزیون ملی ایران است. کار دوبله و مدیریت دوبلاژ را از سال ۱۳۳۲ با فیلم شنل آغاز کرد. فعالیت در سینما را با دوبلاژ شروع نمود و در سال ۱۳۳۷ با مشارکت فرخ‌زاد استودیوی دوبلاژ سایه را تأسیس کرد که تا سال ۱۳۴۰ فعال بود. تعداد زیادی از گویندگان مطرح عرصه دوبله مانند پرویز بهرام، ژاله کاظمی، فهیمه راستکار و زهره شکوفنده کار خود را با هوشنگ لطیف‌پور آغاز کرده یا در کارهای وی به نقطه اوج فعالیت خود رسیده‌اند. همچنین منوچهر نوذری نخستین‌بار از طریق او به دوبله دعوت و به ایرج دوستدار جهت کارآموزی دوبله معرفی شد.

### گویندگی
لطیف‌پور دارای صدای خوش‌آهنگ و آرامی بود و گویندگی در فیلم‌های مستند راز بقا، فیلم سینمایی پیرمرد و دریا، سریال‌های دائی جان ناپلئون و دلیران تنگستان و نیز مجموعهٔ انیمیشن جیمز گربه که در ایران با نام باغ گل‌ها پخش گردید از کارهای او هستند.
او در سال ۱۳۶۵ به انگلستان و سپس کانادا رفت، برای مدتی به ایران بازگشت و در سال ۱۳۹۵ (پخش در سال ۱۳۹۶) در برنامه تلویریونی سینما و دوبله با اجرای منوچهر والی‌زاده و کارگردانی حسین مطمئن‌زاده به عنوان مهمان حضور پیدا کرد و دربارهٔ تجربیات، خاطرات و نقطه نظرات خود در مورد دوبلاژ صحبت کرد.

## نمونه آثار (مدیر دوبلاژ)
از آثاری که به مدیریت دوبلاژ هوشنگ لطیف‌پور دوبله شده‌اند می‌توان به موارد ذیل اشاره کرد:
- پیرمرد و دریا
- شنل
- جدال در مهتاب (یاسمین) - محصول مشترک ایران و ایتالیا
- فرشته رقص
- تئودورا
- سرخ و سیاه
- دختر نمکزار
- سن فرادیانو
- نجیب‌زاده (استودیو مهرگان فیلم)
- اتللو (سرگی یوتکویچ ۱۹۵۵) - دوبله شده در سال ۱۳۳۶ در استودیو ایران فیلم
- بدنام (ساخته آلفرد هیچکاک)
- اسب کهر را بنگر دوبله شده در استودیو پلازا
- جولیوس سزار
- حماسه یک سرباز
- دون کیشوت (ساخته گریگوری کوزنتسف) - دوبله شده در سال ۱۳۳۷ استودیو پلازا
- توت فرنگی‌های وحشی (ساخته اینگمار برگمن)
- محله پیتون پلیز
- بینوایان
- کارتون باغ گل‌ها

### ایرانی
- گاو (ساخته داریوش مهرجویی) و چندین فیلم دیگر از داریوش مهرجویی
- سریال دلیران تنگستان (دوبله شده در اوایل دهه پنجاه)
- سریال دایی جان ناپلئون

## گویندگی
- اتللو (دوبله اول (گوینده شخصیت یاگو))[۳]
- جدال در آفتاب (راوی) اورسن ولز
- فیلم ژولیوس سزار (گوینده متن)
- حماسه یک سرباز (گوینده متن)
- فیلم پیرمرد و دریا (راوی)
- سریال مستند لئوناردو (گوینده راوی مستند)
- راوی سریال دایی جان ناپلئون
- راوی کارتون جیمز گربه (در ایران باغ گل‌ها (خپل))
- گوینده متن سریال دلیران تنگستان

## برخی از اقدامات وی
- انتخاب حمید قنبری برای نقش جری لوئیس
- مدیریت دوبلاژ تمامی فیلم‌های داریوش مهرجویی از گاو تا دایره مینا
- معرفی منوچهر نوذری به ایرج دوستدار جهت کارآموزی فعالیت دوبله
- دعوت از پرویز بهرام، فهیمه راستکار و جعفر والی به دوبله
- تأثیر در پیشرفت آرشاک قوکاسیان در دوبله